# Loi sur la cybersécurité au Mali
La loi sur la cybersécurité au Mali désigne l'ensemble des dispositifs législatifs et réglementaires encadrant l'usage des technologies de l'information et de la communication (TIC) ainsi que la prévention et la répression des infractions commises dans l'espace numérique.

## Contexte historique
Le Mali, à l'instar de nombreux pays du monde, fais face à une digitalisation croissante de ses infrastructures et de ses services. Cette évolution s'accompagne avec de nouvelles menaces liées à la cybersécurité et à la nécessité de données personnelles de ses citoyens. Faces à ces enjeux, le gouvernement malien a progressivement mis en place un cadre législatif et réglementaire visant à protéger son espace numérique, à réprimer les actes illicites en ligne et y garantir la confiance des usagers. Ce processus s'inscrit également dans le cadre des efforts régionaux de la Communauté des Economiques des Etats d'Afrique de l'Ouest ( CEDEAO) pour harmoniser la cybersécurité. 
L'évolution du cadre juridique malien suit l'essor rapide des technologies de l'information et de la communication au début des années 2010 dans la sous-région. Le Mali  a adopté plusieurs lois pour lutter contre la cybercriminalité. Parmi ces lois figurent celle de la loi adoptée le 21 mai 2013 relative à la protection des données à caractère personnel.   
Avec l'essor des tics, le Mali ne va pas seulement se limiter uniquement à la protection des données à caractère personnel, il va se joindre à la CEDEAO en adoptant la loi du 5 décembre 2019 sur la répression de la cybercriminalité. Elle celle de la CEDEAO du 19 août 2011. 

## Cadre législatif
ces dispositions pénales définissent les infractions numériques et leur mécanismes de répression:
La loi du 05 décembre 2019 portant répression de la cybercriminalité constitue le pilier de la lutte contre la cybercriminalité au Mali. Elle définit un large éventail d'actes délictueux commis via les Technologies de l'Information et de la Communication (TIC). Elle cible notamment l'accès et le maintien frauduleux dans un système d'information, l'entrave ou la perturbation du fonctionnement d'un système d'information, la falsification ou l'usage frauduleux de données; les délits liés à la pornographie infantile en ligne, le cyberharcèlement et la diffusion de contenus haineux ou diffamatoires sur internet, et les fraude informatiques.
Les peines prévues vont de 6 mois à 20 ans de réclusion, assorties d'amendes  pouvant atteindre 20 millions de franc CFA, avec aggravation possible en cas de récidive ou d'action en bande organisée. 
En matière d'investigation, les articles 74 à 86 de la loi octroient aux autorités judiciaires des pouvoirs étendus, tels que la possibilité de perquisition électronique et de saisie de données numériques, y compris à distance et sans la présence de mise en cause ; l'autorisation de surveillance en temps réel des flux de données, imposant obligatoirement la coopération des opérateurs télécom et fournisseurs d'accès à internet. Ces dispositifs visent à rendre les enquêtes plus efficaces dans un environnement technologique en constante évolution. 

## Application judiciaire
L'application de la loi sur la cybercriminalité au Mali repose su une structure judiciaire spécialisée, créée par la loi du 22 décembre 2022, modifiant la procédure du code pénale. Cette législation a instauré le pôle national de lutte contre la cybercriminalité, basé Bamako, au sein du tribunal de grande instance de la commune IV. Ce pôle dispose d'une compétence exclusive pour l'ensemble du territoire national et d'une compétence transnationale, lui permettant de traiter les infractions ayant des ramifications au-delà des frontières maliennes.
La juridiction comprend un parquet spécialisé dirigé par un procureur national, des magistrats instructeurs, une formation  de jugement, ainsi qu'une brigade d'enquêteurs dotés de compétence en investigation numérique.
Entre juillet 2023 et janvier 2024, le pôle enregistre 232 plainte, parmi celle-ci, 28 ont été jugées,  14 dossiers ont été transmis à l'instruction, et le reste a été orienté vers des procédures alternatives, notamment la médiation pénale.

## Controverses et critiques
Depuis son adoption, la nouvelle loi malienne sur la cybercriminalité suscite des réserves de la par des organisations civiles, de journalistes et de juristes, en particulier les potentielles atteintes aux libertés fondamentales. 
Des acteurs de la presse en ligne et des défenseurs des droits numériques dénoncent également un usage dissuasif de la législation, parfois perçue comme une tentative de limiter la liberté d'expression sous couverts de lutte contre les dérives numériques.
Dans les médias nationaux, plusieurs cas d'interpellation de citoyens pour des publications critiques à l'égard des autorités ont alimenté le débat sur la ligne de  la fracture du cybercrime et liberté d'expression en démocratie.